# Mangelia unifasciata
Mangelia unifasciata là một loài ốc biển, là động vật thân mềm chân bụng sống ở biển trong họ Conidae, họ ốc cối.

## mô tả

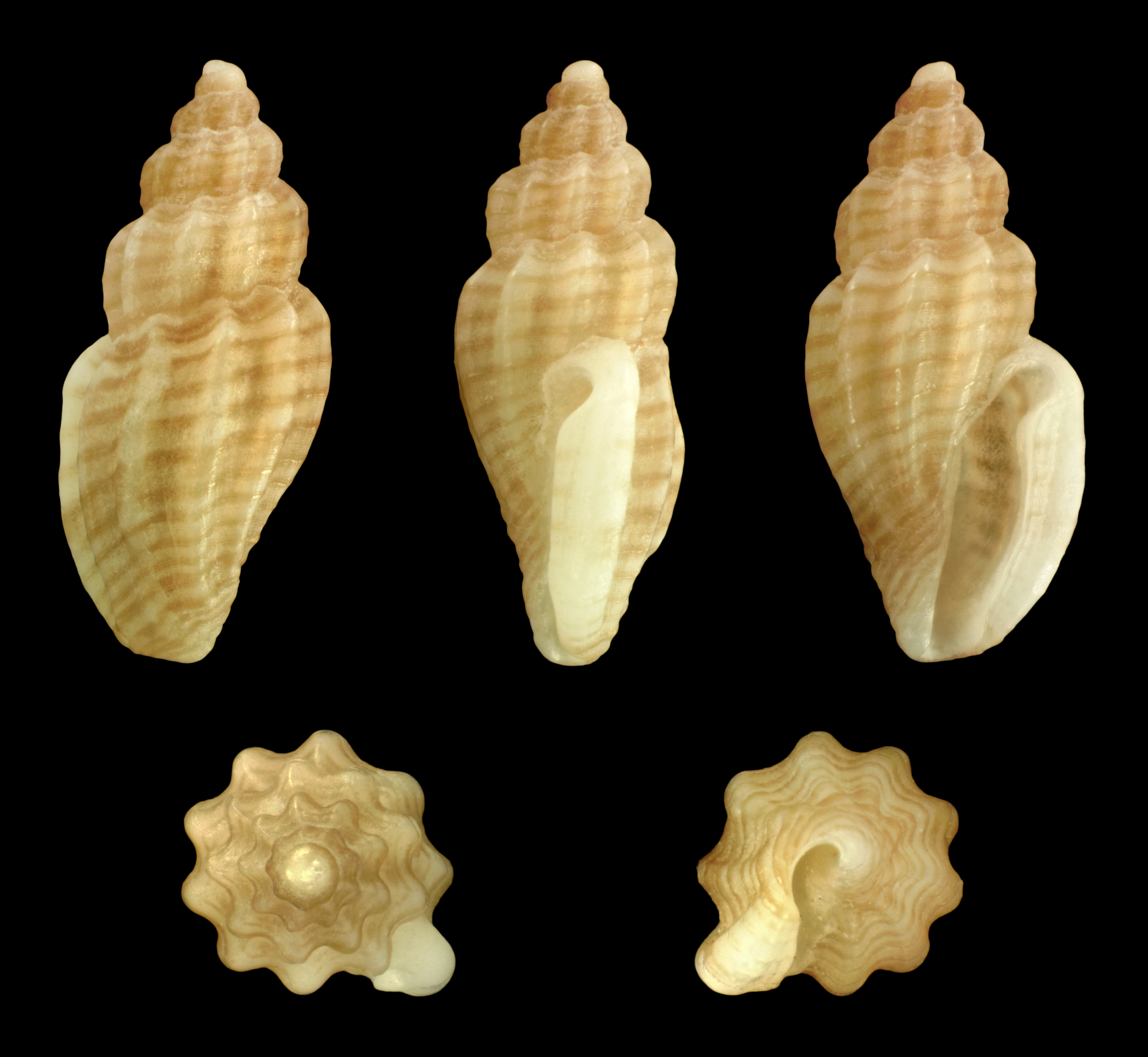
var. galli